# Tunde Ikhidero
Tunde Charity Ikhidero (Benin City, 18 novembre 1970 – Benin City, 6 settembre 1997) è stato un calciatore e giocatore di calcio a 5 nigeriano.

## Carriera
Come massimo riconoscimento in carriera vanta la partecipazione, con la Nazionale di calcio a 5 della Nigeria, al FIFA Futsal World Championship 1992 ad Hong Kong dove la selezione africana è stata eliminata al primo turno giungendo ultima nel girone con Argentina, Polonia e Hong Kong. È morto il 6 settembre 1997 a causa di una emorragia provocata da uno scontro di gioco durante la partita tra Bendel Insurance e Niger Tornadoes.